# 강경역
강경역(Ganggyeong station, 江景驛)은 충청남도 논산시 강경읍 대흥리에 있는 호남선의 철도역이다. ITX-새마을 상/하행 각각 2편, 상당수의 무궁화호가 정차하며 충청남도 논산시와 전북특별자치도 익산시 접경지역이다.
ITX-새마을이 정차하는 역이나 무궁화호 일부 열차가 이 역을 통과한다.

## 역사
- 1911년 11월 15일 : 보통역으로 영업 개시
- 1950년 11월 10일 : 역사 소실
- 1953년 3월 1일 : 5급역으로 승격
- 1956년 6월 30일 : 역사 준공
- 1987년 9월 18일 : 현재의 역사 준공
- 1994년 1월 1일 : 소화물 취급 중지[1]
- 2006년 11월 15일 : 화물 취급 중지[2]
- 2016년 12월 9일 : 누리로 운행개시
- 2020년 3월 1일 : 누리로 운행 종료
- 2020년 3월 2일 : 태백선 누리로 운행으로 호남선 1421, 1424, 1425, 1426열차는 무궁화호로 변경 운행 개시

## 역 구조
승강장은 2면 4선의 쌍섬식 승강장으로 운용된다.

### 승강장
| ↑ 논산          |
| １２ \| ３４ \| |
| 함열 ↓          |

| 1 · 2 | 호남선 | 용산 · 영등포 · 안양 · 수원 · 평택 · 천안 방면 |
| 3 · 4 | 호남선 | 익산 · 광주 · 목포 방면                        |

## 인접한 역
| 호남선                   | 호남선                   | 호남선                                |
| ------------------------ | ------------------------ | ------------------------------------- |
| 논산 용산 방면 용산 방면 | ITX-새마을 호남선 전라선 | 익산 목포 · 광주 방면 여수엑스포 방면 |
| 논산 용산 방면 용산 방면 | 무궁화 호남선 전라선     | 함열 목포 · 광주 방면 여수엑스포 방면 |